# Yongin
Yongin (용인) este un oraș din provincia Gyeonggi-do, Coreea de Sud.

## Districte administrative
Yogin este împărțit în trei districte:
- Cheoin-gu
- Giheung-gu
- Suji-gu